# 旌勇祠
旌勇祠位于北京市西城区地安门西大街，是清朝乾隆三十三年（1768年）为纪念在清缅战争中自缢的云贵总督明瑞而修建。

## 历史
旌勇祠建于清朝乾隆三十三年（1768年），以纪念云贵总督明瑞。明瑞，富察氏，满洲镶黄旗人。清朝乾隆三十二年（1767年），因缅甸侵入中国，明瑞作为云贵总督兼兵部尚书率部出征，获得大胜之后晋升一等诚嘉毅勇公，世袭罔替。乾隆三十三年（1768年），明瑞率大军深入，但因失去后援，其全军溃败，明瑞自缢身亡。乾隆帝乃于同年敕建旌勇祠并亲临致祭，以示褒奖。
1930年代，旌勇祠曾为东北阵亡将士之昭忠祠。2008年前后，旌勇祠为中国新兴保信建设总公司使用。

## 建筑
旌勇祠坐北朝南，自南向北的主要建筑有：
- 大门：三间，硬山黑琉璃筒瓦顶，左右各1门。
- 碑亭：大门内正中有碑亭，内立有乾隆帝御制建祠碑。今碑亭不存，仅存石碑。
  - 东官房：五间，已拆改
  - 西库房：五间，已拆改。
- 二门：在碑亭以北
- 享殿：在二门正北，三间，殿前有月台。殿内祀明瑞。每年春秋仲月祭祀。
- 东配殿、西配殿：各三间。内祀都统谥昭节扎拉丰阿、护军统领观音保、总兵李全、王玉廷，后总兵德福入祀。每年春秋仲月祭祀。

今大门被占用，改走旁门，为旌勇里3号。